# Santa Monica degli Agostiniani
Santa Monica degli Agostiniani är en kyrkobyggnad och diakonia i Rom, helgad åt den heliga Monica. Kyrkan är belägen vid Piazza del Sant'Uffizio i Rione Borgo och tillhör församlingen Santa Maria in Traspontina.
Kyrkan tillhör Augustinordens generalkuria.

## Kyrkans historia
På platsen för dagens kyrkobyggnad och Augustinordens stora klosterkomplex låg tidigare Villa Cesi, uppförd i mitten av 1500-talet, vilken revs i samband med anläggandet av Via della Conciliazione och saneringen av Borgo-området. Arkitekten Giuseppe Momo (1875–1940) fick i uppdrag att rita den nya kyrkan, men han avled innan den kunde fullbordas och projektet färdigställdes av arkitekten Silvio Galizia (1925–1989).
Santa Monica degli Agostiniani stiftades som diakonia 2023.

### Kardinaldiakoner
- Robert Prevost (2023–2025)

## Beskrivning
Fasaden har två toskanska pilastrar, vilka bär upp ett entablement och ett triangulärt pediment.
I interiören har absiden en mosaik föreställande den korsfäste Kristus med Jungfru Maria och aposteln Johannes. Augustinernas privata kapell har en monumental mosaik, skapad av Marko Ivan Rupnik. Den framställer Profeten Elia uppväcker änkans son i Sarefat från de döda till vänster och till höger Kvällsvarden i Emmaus.

## Kommunikationer
Närmaste tunnelbanestation är  Ottaviano.